# C. S. Mahrendorff
C. S. Mahrendorff (Pseudonym, * 1963 in Eschwege; † 15. Oktober 2004) war ein deutscher Schriftsteller.

## Leben
Mahrendorff studierte Geschichte, Musikwissenschaften und Jura. Nach erfolgreichem Abschluss seines Studiums erhielt er eine Anstellung beim hessischen Staat.
1997 konnte Mahrendorff mit seinem Roman Und sie rührten an den Schlaf der Welt erfolgreich debütieren. Nach diesem Erfolg quittierte er den Staatsdienst und lebte danach als freier Schriftsteller in Frankfurt am Main. Und sie rührten an den Schlaf der Welt ist der erste Teil seiner Wien-Trilogie, es folgte der Zweite Teil Der Walzer der gefallenen Engel und der dritte Teil Das dunkle Spiel.

## Werke
- Und sie rührten an den Schlaf der Welt. Roman. Langen Müller, München 1997, ISBN 3-7844-2657-3, Fischer, Frankfurt am Main 1999, ISBN 3-596-14127-3; 2004, ISBN 978-3-596-16204-8.
- Der Walzer der gefallenen Engel. Roman. Ullstein, München 2001, ISBN 3-548-25263-X.
- Das dunkle Spiel. Roman. BLT, Bergisch Gladbach 2005, ISBN 3-404-92197-6.